# Народна федеративна партія
Народна федеративна партія або Партія Народної Федерації (болгарська секція) (мак. Народната федеративна партија, болг. Народна федеративна партия (българска секция)) — легальна політична партія, що виникла з лівого крила ТМОРО, створений після младотурецької революції в Османській імперії. Вона діяла один рік, з серпня 1909 року по серпень 1910 року, коли була заборонена.Її основним ідеологічним опонентом були Союз болгарських конституційних клубів, створений правим крилом ТМОРО та частиною структур колишнього Македонського Комітету.
Планувалося, що партія буде федерацією з кількох її секцій, утворених усіма незадоволеними національністю в Османській імперії, але оскільки тільки одна секція була сформована МОРО, а інші секції так і не були створені, залишилася лише болгарська секція.
Народна федеративна партія під такою назвою виникла в січні 1909 року. У період з липня по грудень 1908 року діяла під назвою Македонсько-Одринська революційна організація (МОРО) і складалася з окружних організацій Серрського, Струмицького та Салонікського революційних округів на чолі з Серрською групою Яне Санданського. Після Ілінденського повстання, особливо після Рильського конгресу, ліве крило зосередилося на пошуку співпраці з усіма прогресивними силами Туреччини на основі боротьби з султанським абсолютизмом і збереження національно-територіальної цілісності Македонії.

## Передумови створення партії

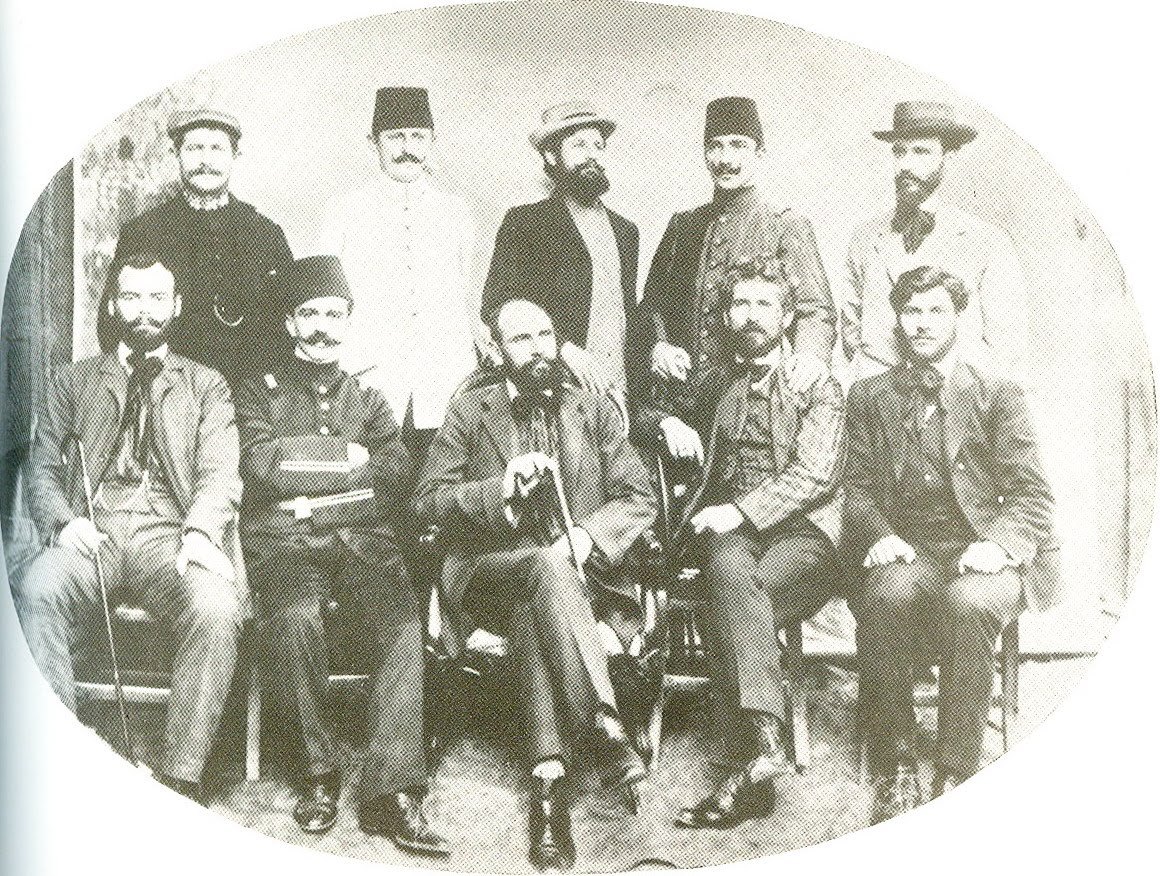
Димо Хаджидимов, Тодор Паниця та Яне Саданський з младотурками

Після розколу (поляризації) ВМОРО, що стався на Рильському з'їзді 1905 року на лівому (македонський національний) і правому (супремасистському) крилі діяльність Організації продовжувалася в двох напрямках: праве під назвою ВМРО, назване на Кюстендільському з'їзді на початку березня 1908 року, і ліве під назвою МОРО, назване на травневому конгресі в Банско, що відбувся в другій половині травня 1908 року. Відповідно до рішень з'їзду ліве крило орієнтувалося на співпрацю з усіма прогресивними силами Туреччини на основі боротьби з султанським абсолютизмом і збереження національно-територіальної цілісності Македонії. Яне Санданський і Христо Чернопеєв зв'язалися з Младотурецьким комітетом і Грецьким комітетом у Неврокопі і разом прийняли так звану Нейрокопську програму співпраці та спільних дій в умовах після Младотурецької революції. Після травневого з’їзду та младотурецької революції в липні 1908 р. MORO звернулася до суду.
31 липня 1908 року був опублікований «Маніфест до всіх національностей в Османській імперії», написаний Павлом Делірадєвим, який також працював над розробкою конституції та програми для Партії Народної Федерації, і підписаний Яне Санданським. У закликі, адресованому співвітчизникам, усім, хто населяв Македонію, йдеться:

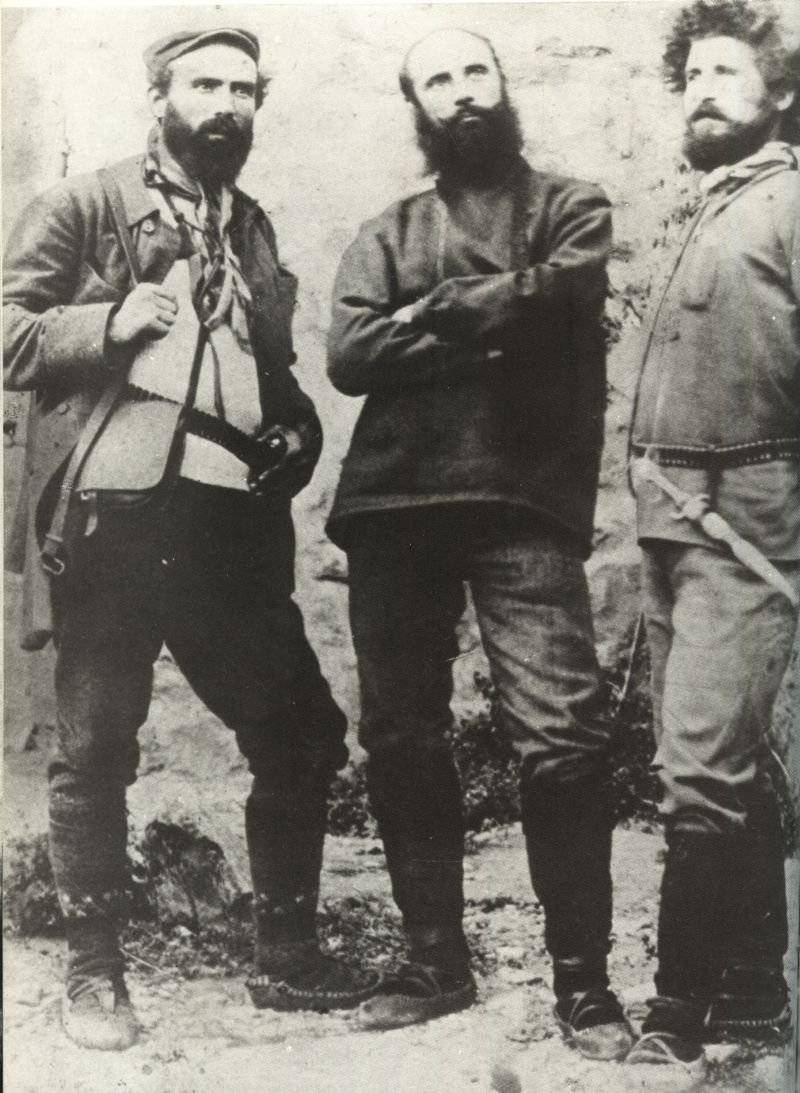
Павло Делірадєв (ліворуч) з Тодором Панікою та Санданським, 1908 рік

«Сьогодні великий момент. Це вирішить велике питання: буде наш народ вільним чи ні? Хто буде переможцем - це залежить виключно від вас, від вашої волі і бажання померти за свободу. І чи будете ви, громадяни, які вже скуштували солодкі плоди свободи, вагатися виконати свій суд і не поховати злочинний абсолютизм?" Звертаючись до співвітчизників, Маніфест говорить: «Ви, які принесли такі дорогі жертви на вівтар свободи, можете зітхнути з полегшенням. Тепер ви не самотні – тому ваша боротьба стає легшою і обнадійливішою. Спільними зусиллями всіх народів ми здобудемо нашу свободу. Не піддавайтеся злочинній агітації, яку може розпочати офіційна влада Болгарії проти вашої спільної боротьби з турецьким народом та його інтелігенцією, що прагне до свободи."
До кінця вересня 1908 р. три районні організації лівих виступили для організації нового загального з'їзду організації. 8 серпня 1908 р. група із Серчани почала видавати газету «Конституційна заря» з редакторами: Димо Хаджидимовим та Димитром Міращієвим, які:
|  | представляв засоби ідеально-політичної дії серед македонського населення у напрямку політичного зібрарння всіх національно-визвольних сил |

Вбивство Санданського 24 вересня 1908 року, здійснене в Салоніках групою супрематистів, надісланих Софією, вплинули на відкладення підготовки до формального формування НФП та підготовки до конгресу, під час якого в Організації виникли вагання, і деякі активісти відмовилися від MOPO і його проекту програми, як Христо Чернопєєв і Струмицький революційний округ і від 27 вересня 1908. Вони видавали власну газету «Єдинство» під редакцією Делірадева та за активної співпраці з Димитром Влаховим та Ангелом Томовим. Пізніше виділився Салоніцький революційний округ. Проте активізація діяльності конституційних клубів в Османській імперії призвела до зближення революційних округів у тісній співпраці.

## Утворення партії

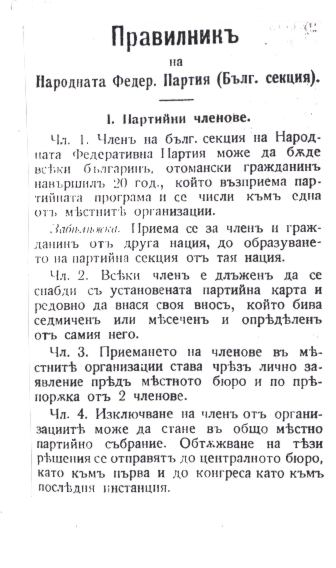
Збірник правил НФП (болгарський розділ)

15 січня 1909 року відбулося організаційне об'єднання трьох революційних груп, що виявилося рішучістю створити нову політичну організацію під назвою Партія Народної Федерації замість колишньої МОРО. Одну з перешкод для збору громадян було усунено, але втрачено багато дорогоцінного часу. Замість двох попередніх вирішили видавати одну партійну газету під назвою «Народна воля» під редакцією Ангела Томова. Протягом кількох місяців після установчого з'їзду партія перебувала в процесі організаційно-політичного будівництва, діючи виключно легальним політичним шляхом. Контрреволюція опозиції в Імперії відбулася в період до установчого з'їзду, у придушенні якого значну роль відіграла допомога добровольчих збройних загонів на чолі з Яне Санданський, Тодором Паницею та іншими.

### Установчий конгрес

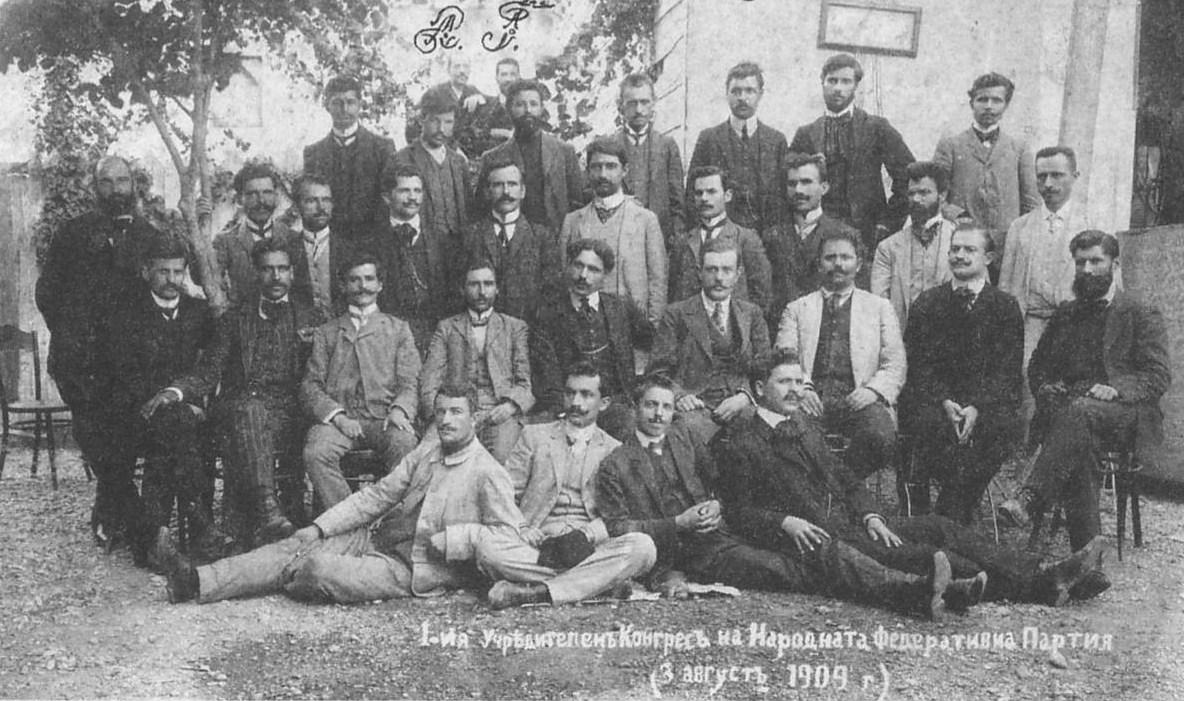
Фото делегатів з'їзду, зроблене в перший день з'їзду

Установчий з'їзд Партії Народної Федерації відбувся з 3 по 10 серпня 1909 року в кафе Сплендид палас на околиці Салонік. На з’їзді були присутні 33 делегати з усієї Македонії: Христо Янков і Димитар Влахов з Салонік, Христо Маднікаров і Т. Кліфов з Горного Порожа, Стою Хадзієв та Ілля Біжев з Демір Гісар, Яне Санданський та Георгі Казепов з Мельника, Стойко Пашкулов та Алексо Божиков з Неврокопа, Димитар Коштанов і Г. Захарієв з Горної Дзумаї, Г. Огнянов з Малешева, Коне Самардзієв і Христо Чернопеєв зі Струмиці, Панде Попманушев з Петрича, Методі поп Гошев і Димитар Міращієв з Велеса, Добрі Даскалов і Дончо Лазаров з Тіквеша, Іван Ікілюлєв і Нікола Петров з Івана Ікілува і Микола Петров Ф. Байрактаров з Скоп'є, Георгій Скрижовський та Іван Елезов з Разлога, Таската Спасов Серський і Христо Стамболієв із Сера, Тодор Паниця з Драми, Ангел Попкіров з Одринської області, Б. Христов з Долного Пороя та Анастас Мітрев з Охрида.
З'їзд відкрив секретар Солунського революційного округу Христо Янков, який також подав звіт про діяльність у підготовчий період з'їзду. На перших засіданнях з'їзду було обрано шість комісій для підготовки основних програмних документів і постанов партії. Найважливішою була комісія зі створення програми; Дімітар Влахов, Яне Санданський, Христо Чернопєєв, Димитар Костанов та Іван Манолєв. Яне Санданський, Димитар Влаахов, Ангел Томов, Добрі Даскалов, Йордан Шурков та Дімітар Костанов відзначилися участю в дискусіях.
На з'їзді прийнято основні програмні документи (програма, статут, декларація та декілька постанов). До Центрального бюро обрали Димитра Влахова – президента, Христо Янкова – секретаря та Анастаса Матлієва – касира, а також шістьох членів ради партії: Олександра Буйнова, Христо Чернопеєва, Добрі Даскалова, Димитра Костанова, Яне Санданського та Йордана Шуркова. На цьому організаційно-політичне будівництво партії було завершено. Димитар Влахов, який раніше був обраний на виборах 1908 року став представником партії в османському парламенті, а після установчого з'їзду взяв на себе редагування «Народної волі».

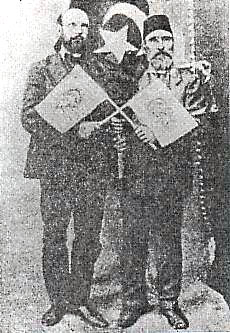
Яне Санданський і Нуредін-бей з прапором Османської імперії на задньому плані

На з'їзді партія виступила за частину населення, яка становила основний елемент цієї партії, - позбавлених державної опіки, безпритульних і малозабезпечених землевласників, дрібних підприємців, ремісників і купців. Партія виступала за реформу Османської імперії у Східну Федерацію та створення автономних вілаєтів у Македонії, Албанії та Вірменії.
Програма передбачає вжиття заходів щодо охорони праці, безкоштовної початкової освіти, шкіл, які будуть керувати місцевими муніципалітетами та поза релігійними організаціями, запровадження прогресивного податку, аграрних реформ і земель для сільськогосподарського населення без громадянства, реформування промисловості, торгівлі, трудових відносин - права працівників тощо.
З аграрного питання з'їзд ухвалив резолюцію з низкою вимог. Резолюція про шкільні питання також закликала македонців брати участь у регулюванні освітніх питань, усунути централізм і бюрократизм в освіті. Податок, сплачений за освіту, розподілявся справедливо на всіх, щоб припинити будь-який вплив і дії болгарського уряду та болгарського суду на освіту македонців-османських громадян тощо.
Зрештою, установчий конгрес НФП заявив, що партія буде боротися за усунення будь-якого впливу болгарських урядів і болгарського суду на освітню роботу македонців - османських громадян і проти перетворення шкільного відділу з національний інститут у партизанський інститут переслідують усіх тих викладачів, які не хочуть виступати у своїй суспільній діяльності як знаряддя болгарського монархізму і віддають перевагу тим, хто працює на перемогу певних інтересів, а не на свободу і народний суверенітет.

## Умови та цілі партії
У наступні місяці до початку 1910 р. НФП виявляла поступову тенденцію до зниження, яка послідувала не лише внаслідок реакційної політики младотурків, а й через значні опортуністичні тенденції її центрального бюро.
Після появи в партії сектантських виступів, у січні 1910р. Христо Чернопеєв з кількома своїми найближчими прихильниками зі Струмицького району пішов у підпілля, приєднавшись до оновленої ВМРО. Центральне бюро на чолі з Димитром Влаховим виключило Яне Санданського з партії, щоб повністю позбутися революційних елементів у партії, хоча він був загальновизнаним лідером. За цим у квітні 1910 року послідував Серрський революційний округ організував і провів позачерговий з’їзд, на якому було знято Центральне бюро на чолі з Влаховим. Делегати, всього 29, засудили політику Болгарського екзархату, Грецького патріархату та младотурків щодо церковно-шкільних питань у Македонії.
Щодо роботи Центрального Бюро з’їзд дійшов висновку, що воно «залишалося чужим політичному розвитку країни, нічого не зробило для завоювання усталеної партійної лінії і тим самим поставило під сумнів саме виживання партії». Новообране Центральне Бюро складається з: д-ра Христо Тенчева - Президента та Димитра Міращієва, Чудомира Кантардзіева, Олександра Буйнова та Таська Спасова-Серського - членів. Газета «Работницька іскра», орган македоно-одринської соціал-демократичної групи Василя Главінова, у вступній статті «Партії і робітники» дає характеристику партії Народної Федерації:

## Розклад
Хоча позиція НФП із з’їздом була частково виправлена, партія не могла довго зберігатися як організована політична сила. Через роз’єднаність сил, що складали НФП, тобто через роз’єднаність лівих у македонському національному русі, вона не могла побудувати відносно міцну внутрішню єдність. Все це сприяло безболісній ліквідації партії молодотурецьким режимом із законом про заборону громадянських партій у серпні 1910 року.

## Історичні погляди
На основі статті на першій сторінці Партії Народної Федерації «Рішення Конгресу» (болгарський розділ) та тексту першої статті Положення, у якому зазначено; «Членом може бути будь-який громадянин Болгарії, Османської імперії, якому виповнилося 20 років... тощо НФП вважає болгарську історіографію болгарською національною партією, «яка виступала за права та прогрес болгарського народу в Македонії та Османській імперії»“.
Партія планувалась як федерація кількох її секцій, утворених представниками інших невдоволених національностей в Османській імперії, але оскільки перші й єдині секції були утворені МОРО, а інші секції згодом не були створені, партія установчий документ «Рішення» в статті 1 «Правил», і для задоволення обмежувальних правових норм, які в Османській імперії не визнавали македонської національності, виступає як Партія Народної Федерації (болгарська секція).
За винятком цих двох тверджень і статей у деяких газетах того часу, суфікс - болгарський розділ більше не зустрічається. Про це в «Історії македонського народу» тому третьому на сторінці 438 видання 2003 р. У Скоп'є зазначається, що «партії Народної Федерації залишилася лише одна секція, яка була набрана з середини македонського народу», оскільки не було від кого відрізнятися у відносинах.

У номері 6 газети від 21 лютого 1909 р. під назвою «Національне об’єднання» члени партії вказують:

## Використана література
- „Историја на македонскиот народ“, 2003 г. Скопје
- „Мемоари“ од Димитар Влахов,2003 год, Скопје.
- „Бугарското национално дело за време на Хуриетот“
- Бојан Кастелов „Димо Хаџидимов, Живот и дело“, Софија 1985.
- Димитар Влахов, „Борбите на македонскиот народ за ослободување“
- Антони Гиза, „Балканските држави и македонското прашање“
- Манол Пандевски, „Политички партии и организации во Македонија (1908-1912)“, Скопје, 1965.

## Зовнішні посилання
- «Народна федеративна партія», македонські документи [Архівовано 4 березня 2016 у Wayback Machine.]
- Мерсія МакДермотт «За свободу та досконалість: життя Джане Санданськ», «Подорожник», Лондон, 1988 р., розділ 22 [Архівовано 21 листопада 2008 у Wayback Machine.]
- «Гоце Делчев» [Архівовано 1 січня 2022 у Wayback Machine.], газета «Народна воля» партії Народної Федерації, номер 19, Салоніки, 1909 р.